# 福岡市立壱岐小学校
福岡市立壱岐小学校（ふくおかしりつ いきしょうがっこう）は、福岡県福岡市西区拾六町三丁目にある公立小学校。 目指す児童像は、「強く・正しく・睦まじく。」

## 沿革
- 1873年 - 橋本小学校開校
- 1883年 - 橋本小学校、下山門小学校が統合し福王丸小学校となる
- 1888年 - 小学校令により、拾六町尋常小学校となる
- 1891年 - 壱岐尋常小学校と改称
- 1941年 - 国民学校令により、壱岐国民学校と改称する
- 1947年 - 学制改革により、福岡市立壱岐小学校と改称する
- 1959年 - 福岡市立内浜小学校を分離
- 1972年 - 福岡市立下山門小学校を分離
- 1975年 - 福岡市立壱岐南小学校を分離
- 1978年 - 福岡市立壱岐東小学校、福岡市立石丸小学校を分離
- 1979年 - 福岡市立福重小学校を分離
- 1982年 - 福岡市立城原小学校を分離

## 校区
西区の以下の地区。
- 拾六町団地
- 野方1,6,7丁目と5丁目の一部
- 生松台1-3丁目（全丁目）
- 西の丘1-3丁目（全丁目）
- 拾六町1-4丁目

西区東部の十郎川沿岸およびその西部の地域。学校の西側に拾六町団地、南西に野方西団地があり、これら以外の校区内は多くが住宅地で、生松台やウエストヒルズなどの新興住宅地もある。
中学校は十郎川の対岸近くにある壱岐中学校の校区。

### 校区が隣接する小学校
- 福岡市立城原小学校
- 福岡市立石丸小学校
- 福岡市立福重小学校
- 福岡市立壱岐東小学校
- 福岡市立壱岐南小学校
- 福岡市立今宿小学校

### 校区内の主な施設
- 拾六町団地
- 野方西団地
- 福岡市立生の松原特別支援学校
- 福岡リハビリテーション病院
- 国道202号今宿バイパス

## 著名な出身者
- 福田夏央（独立リーグ野球選手）
- 山本美月 - モデル、女優。4年生の時に大村市立旭が丘小学校から本校に転入した。